# Korniljewskaja Słoboda
Korniljewskaja Słoboda (ros. Корнильевская Слобода) – wieś w Rosji, w rejonie grazowieckim obwodu wołogodzkiego. W 2002 liczyła 14 mieszkańców, z kolei w 2010 populacja miejscowości wynosiła 8 osób.